# Sừng

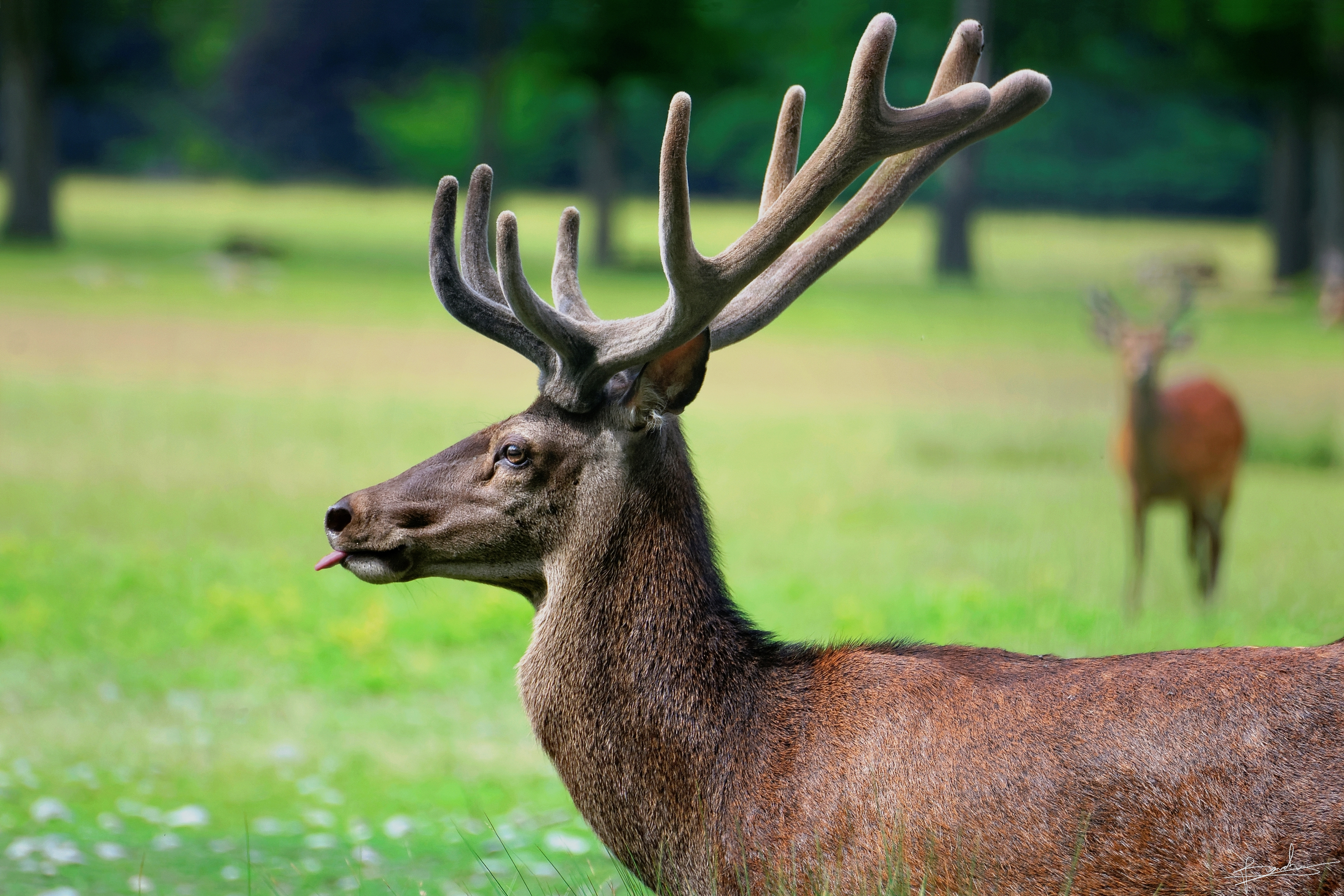
Sừng hươu

Sừng là phần cứng nhô ra trên đầu của một số loài động vật móng guốc và côn trùng cánh cứng, được cấu tạo từ một lớp keratin (chất tạo nên tóc, móng tay của con người) mỏng phủ lên một lõi xương (riêng của côn trùng cánh cứng thì được cấu thành từ kitin). Tuy nhiên, sừng của tê giác là loại độc nhất vô nhị bởi chúng không có lõi xương mà chỉ có keratin. Giới khoa học từng bỏ nhiều công sức để giải thích sự khác biệt này.

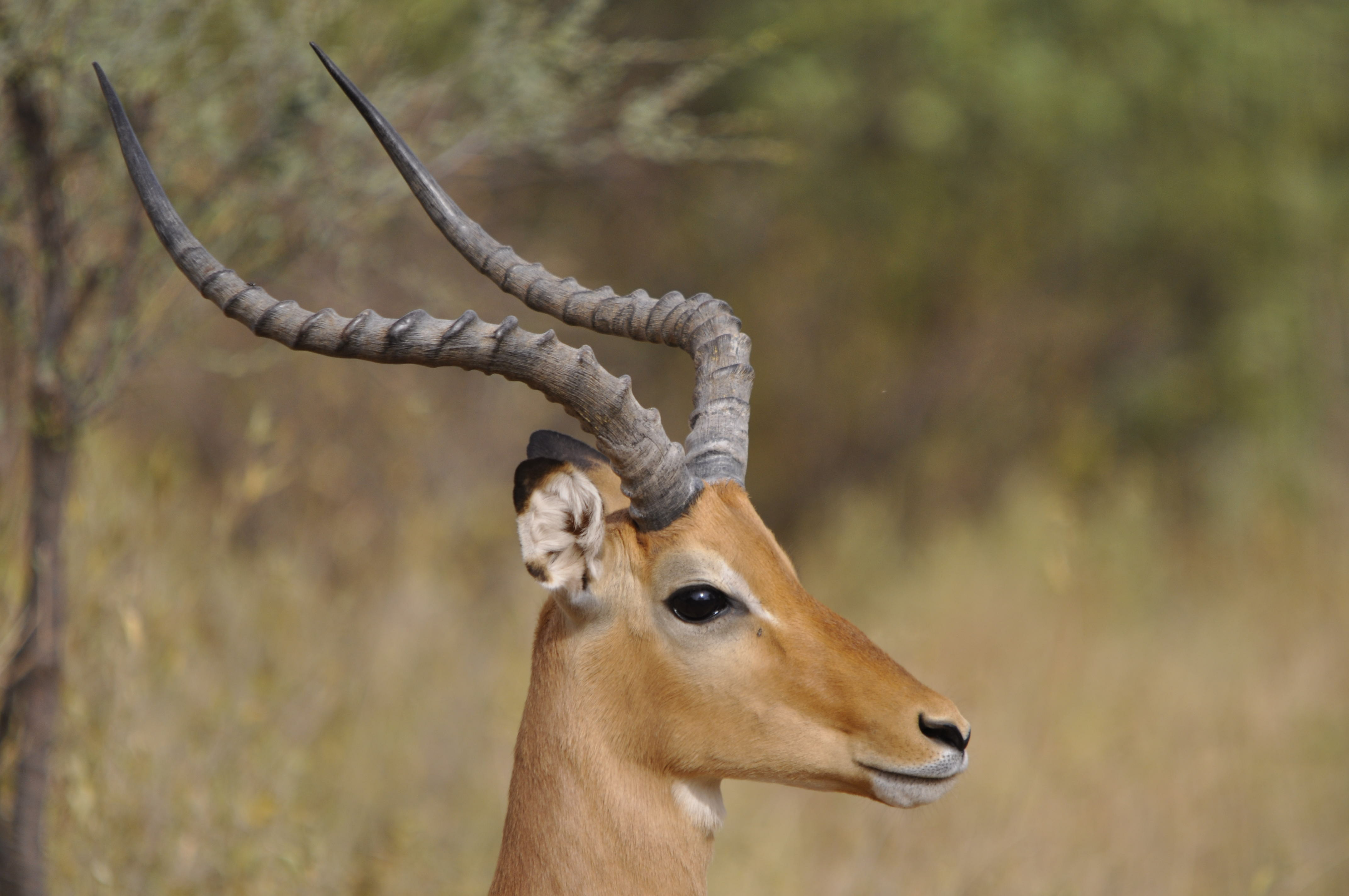
Sừng của một con linh dương

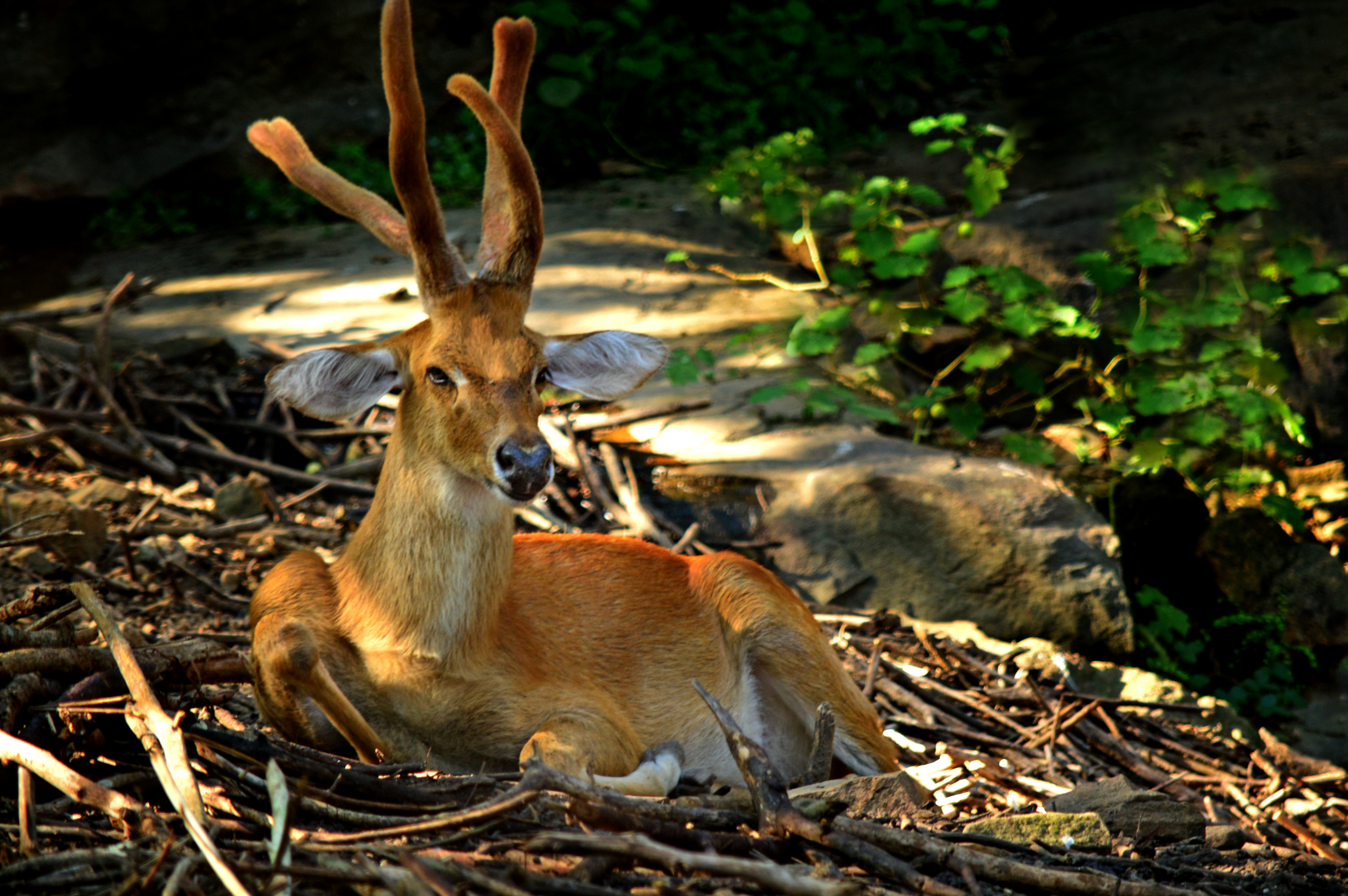
Sừng của một con hươu

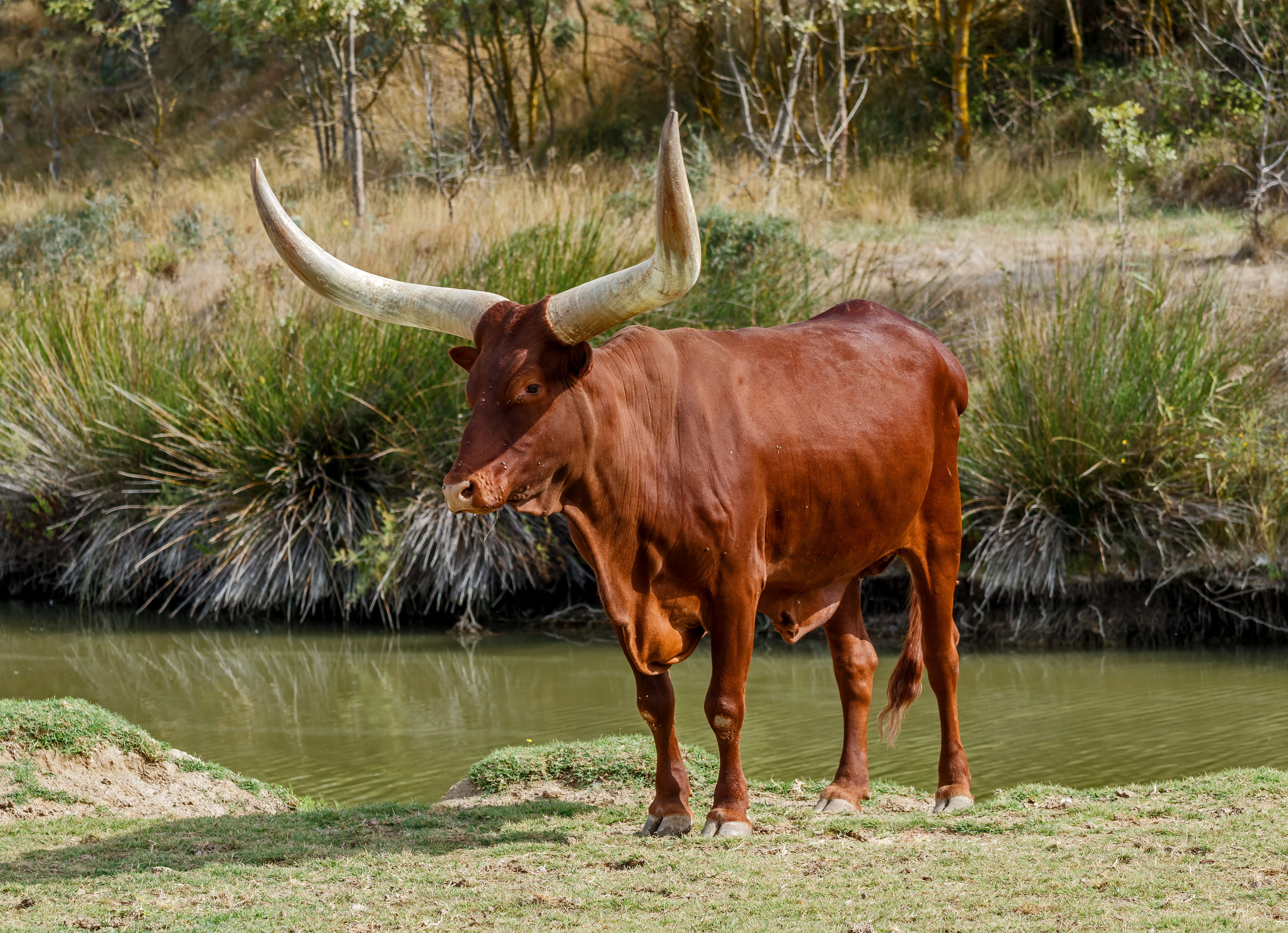
Sừng của một con bò

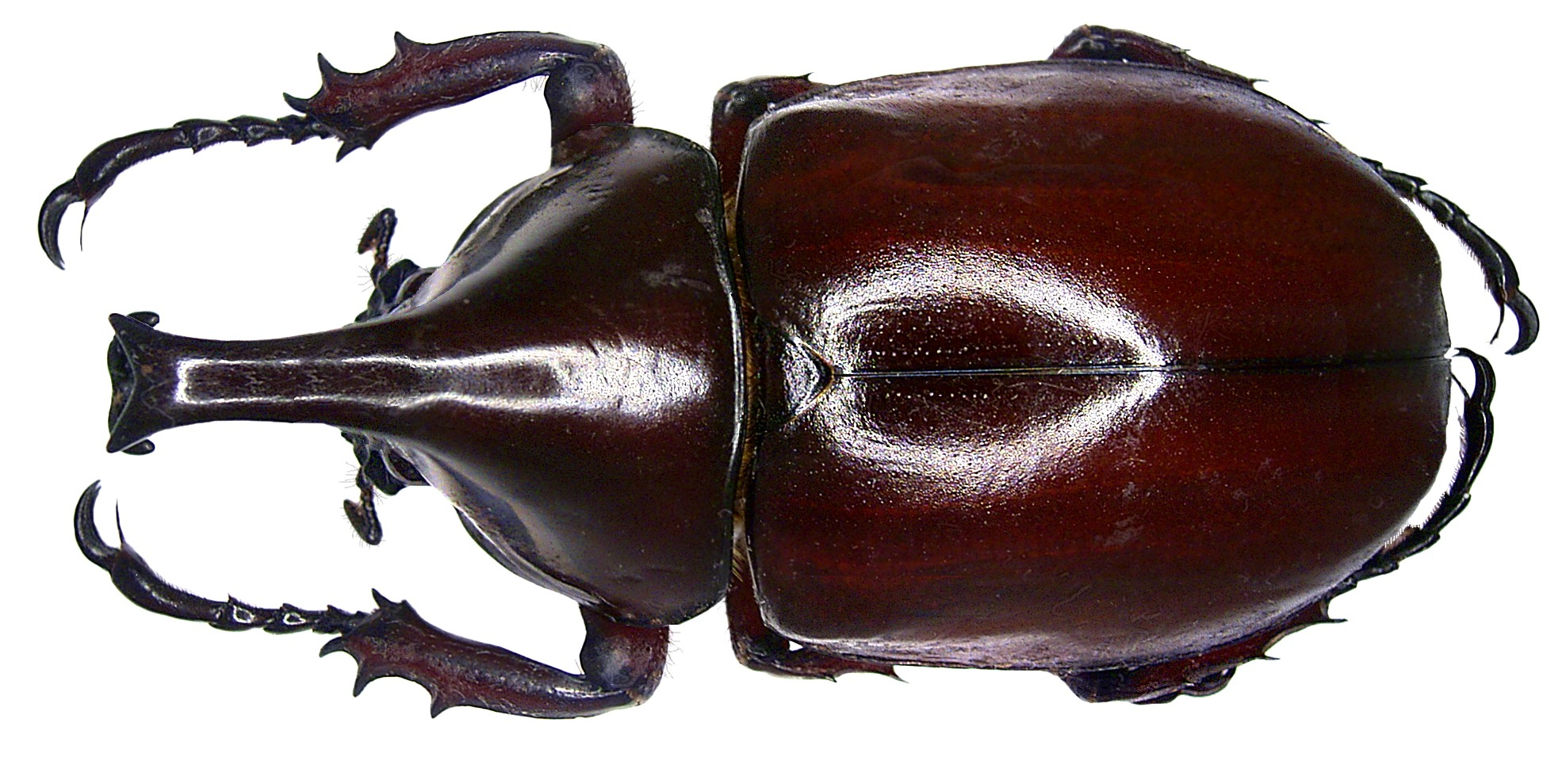
Sừng của kiến vương 2 sừng